# Romano Grassi
Romano Grassi (Fornovo San Giovanni, 7 novembre 1931) è un ex calciatore italiano, di ruolo difensore.

## Carriera
Debutta in Serie B con il Como, disputando in totale con i lariani 71 partite.
In seguito veste la maglia del Monza, disputando altre tre stagioni in Serie B per un totale di 59 presenze.